# Hoàng Điền
Hoàng Điền (1924 – 1999) là một sĩ quan cao cấp của Quân đội Nhân dân Việt Nam, hàm Thiếu tướng, nguyên Phó chủ nhiệm kiêm Tham mưu trưởng Tổng cục Hậu cần, Giám đốc Học viện Hậu cần. Ông được nhà nước Việt Nam phong tặng học hàm Giáo sư.

## Cuộc đời
Hoàng Điền sinh năm 1924 tại huyện Tiên Lữ, tỉnh Hưng Yên. Năm 1945, ông tham gia du kích địa phương tại huyện Lục Ngạn, tỉnh Bắc Giang. Từ năm 1946, ông là cán bộ dân vận huyện Sơn Động, tỉnh Bắc Giang. Ngày 7 tháng 7 năm 1976, Lớp Bổ túc Cán bộ Quân sự trung cấp đầu tiên của Quân đội Nhân dân Việt Nam (tiền thân của Học viện Lục quân) khai giảng với gần 100 học viên. Hoàng Điền được bổ nhiệm làm Chính ủy viên. Từ năm 1951, ông được điều động đảm nhiệm Cục phó Cục Quân nhu.
Ông được bổ nhiệm làm Tham mưu trưởng Tổng cục Hậu cần vào năm 1971 và Phó chủ nhiệm Tổng cục vào năm 1976. Năm 1977, tác phẩm "Tìm hiểu công tác hậu cần thời xưa" được Bộ Tham mưu Tổng cục Hậu cần xuất bản. Đến năm 1983, ông được phong quân hàm Thiếu tướng và giữ chức Giám đốc Học viện Hậu cần. Năm 1986, trong đợt phong học hàm đầu tiên của Quân đội, ông được phong Giáo sư Hậu cần chuyên về nghiên cứu công tác hậu cần trong chiến tranh. Năm 1999, ông qua đời tại Hà Nội, thọ 75 tuổi.

## Lịch sử thụ phong quân hàm
| Năm thụ phong | –      | 1983        |
| ------------- | ------ | ----------- |
| Cấp bậc       | Đại tá | Thiếu tướng |